# 三角沢ノ頭
三角沢ノ頭（さんかくさわのあたま）は塔ノ岳北東にある標高1,331mの山である。神奈川県愛甲郡清川村にあり、丹沢大山国定公園に指定されている。寿岳とも呼ばれる。登山道があまり整備されていないので登山者は少ない。

## 周辺の山
- 日高（1,461m）
- 塔ノ岳（1,491m）
- 竜ヶ馬場（1,504m）
- 丹沢山（1,567m）